# تروملو
تروملو (به ایتالیایی: Tromello) یک کومونه در ایتالیا است که در استان پاویا واقع شده‌است. تروملو ۳۵٫۲ کیلومتر مربع مساحت و ۳٬۵۶۱ نفر جمعیت دارد و ۹۷ متر بالاتر از سطح دریا واقع شده‌است.